# Megachile vulpinella
Megachile vulpinella är en biart som beskrevs av Pasteels 1973. Megachile vulpinella ingår i släktet tapetserarbin, och familjen buksamlarbin. Inga underarter finns listade i Catalogue of Life.